# 呼和浩特东站 (地铁)
呼和浩特东站（蒙古语：ᠬᠥᠬᠡᠬᠣᠲᠠ ᠶᠢᠨ ᠵᠡᠭᠦᠨ ᠥᠷᠲᠡᠭᠡ）是呼和浩特地铁1号线的地铁车站，位于中华人民共和国内蒙古自治区呼和浩特市新城区万通路街道呼和浩特东站南广场南侧东站前街地下，2019年12月29日開通运营。

## 车站结构
呼和浩特东站位于车站前街，沿车站前街东西方向布置，长222.5米，标准段宽度24.7米，为地下两层岛式车站。
| 地面              | 出入口 | A-B、F-G出入口 |
| 地下一层          | 站厅   | 客服中心、自动售票机、验票机                                                                                          |
| 地下二层          | 站台层 | \| \| \| █ 1号线往伊利健康谷（市政府） \| \| 島式 · 開左邊车门 \| \| \| \| \| \| █ 1号线往坝堰（机场）（后不塔气） \| |
|                   |        | █ 1号线往伊利健康谷（市政府）                                                                                         |
| 島式 · 開左邊车门 |        | |
|                   |        | █ 1号线往坝堰（机场）（后不塔气）                                                                                     |

## 车站出口
呼和浩特东站共设4个出口，各出口及周围设施如下所示：
| 出口编号            | 照片 | 地点             | 可到达目的地       |
| ------------------- | ---- | ---------------- | ------------------ |
| A · 出口            |      | 车站前街（北侧） | 呼和浩特东站南广场 |
| B · 出口            |      | 车站前街（南侧） |                    |
| F · 出口 · （设有） |      | 车站前街（南侧） | 王府井奥莱如意小镇 |
| G · 出口            |      | 车站前街（北侧） | 呼和浩特东站南广场 |
| 图例： 设有         |      |                  |                    |

## 接驳交通

### 铁路
- 国铁京包铁路及京包客运专线呼和浩特东站

地铁站A出入口可直接联通呼和浩特东站南广场地下通道，连接呼和浩特东站南出站口。

### 公交车
- 火车东客站：K5路、5路、28路、39路、80路、83路、101路、110路、夜间7号线、东客站夜间专线、东客站汽车客运中心专线、乌兰察布街区间线

## 历史
- 2017年11月1日，车站主体结构封顶[3]。
- 2019年12月29日，本站随1号线通车一同开通[1]。